# Coppa CEMAC 2014
La Coppa CEMAC 2014 (2014 CEMAC Cup) fu la nona ed ultima edizione della Coppa CEMAC, competizione calcistica per nazione organizzata dalla UNIFFAC. La competizione si svolse in Guinea Equatoriale dal 1 dicembre al 13 dicembre 2014 e vide la partecipazione di sei squadre: Camerun, Ciad, Gabon, Guinea Equatoriale, Rep. Centrafricana e Rep. del Congo.

## Formula
- Qualificazioni

Nessuna fase di qualificazione. Le squadre sono qualificate direttamente alla fase finale.
- Fase finale

Fase a gruppi - 6 squadre, divise in due gruppi da tre squadre, giocano partite di sola andata. Le prime due classificate si qualificano per la fase a eliminazione diretta.
Fase a eliminazione diretta - 4 squadre, giocano partite di sola andata. La vincente si laurea campione CEMAC.

## Squadre partecipanti
| Pr. | Squadra            | Data di qualificazione certa | Partecipante in quanto | Partecipazioni precedenti al torneo                | Ultima presenza |
| --- | ------------------ | ---------------------------- | ---------------------- | -------------------------------------------------- | --------------- |
| 1   | Camerun            | -                            | Qualificata di diritto | 8 (2003, 2005, 2006, 2007, 2008, 2009, 2010, 2013) | Gabon 2013      |
| 2   | Ciad               | -                            | Qualificata di diritto | 8 (2003, 2005, 2006, 2007, 2008, 2009, 2010, 2013) | Gabon 2013      |
| 3   | Rep. del Congo     | -                            | Qualificata di diritto | 8 (2003, 2005, 2006, 2007, 2008, 2009, 2010, 2013) | Gabon 2013      |
| 4   | Gabon              | -                            | Qualificata di diritto | 8 (2003, 2005, 2006, 2007, 2008, 2009, 2010, 2013) | Gabon 2013      |
| 5   | Guinea Equatoriale | -                            | Qualificata di diritto | 8 (2003, 2005, 2006, 2007, 2008, 2009, 2010, 2013) | Gabon 2013      |
| 6   | Rep. Centrafricana | -                            | Qualificata di diritto | 8 (2003, 2005, 2006, 2007, 2008, 2009, 2010, 2013) | Gabon 2013      |

Nella sezione "partecipazioni precedenti al torneo", le date in grassetto indicano che la nazione ha vinto quella edizione del torneo, mentre le date in corsivo indicano la nazione ospitante.

## Fase finale

### Fase a gruppi

#### Gruppo A

##### Classifica
| Pos | Squadra            | P.ti | G | V | N | P | GF | GS | DR |
| --- | ------------------ | ---- | - | - | - | - | -- | -- | -- |
| 1   | Guinea Equatoriale | 4    | 2 | 1 | 1 | 0 | 4  | 0  | +4 |
| 2   | Camerun            | 4    | 2 | 1 | 1 | 0 | 1  | 0  | +1 |
| 3   | Rep. Centrafricana | 0    | 2 | 0 | 0 | 2 | 0  | 5  | -5 |

##### Risultati
| 1 dicembre 2014 | Guinea Equatoriale | 4 – 0 | Rep. Centrafricana |  |

| 3 dicembre 2014 | Camerun | 1 – 0 | Rep. Centrafricana |  |

| 6 dicembre 2014 | Guinea Equatoriale | 0 – 0 | Camerun |  |

#### Gruppo B

##### Classifica
| Pos | Squadra        | P.ti | G | V | N | P | GF | GS | DR |
| --- | -------------- | ---- | - | - | - | - | -- | -- | -- |
| 1   | Rep. del Congo | 4    | 2 | 1 | 1 | 0 | 3  | 2  | +1 |
| 2   | Ciad           | 4    | 2 | 1 | 1 | 0 | 2  | 1  | +1 |
| 3   | Gabon          | 0    | 2 | 0 | 0 | 2 | 1  | 3  | -2 |

##### Risultati
| 1 dicembre 2014 | Gabon | 1 – 2 | Rep. del Congo |  |

| 4 dicembre 2014 | Rep. del Congo | 1 – 1 | Ciad |  |

| 7 dicembre 2014 | Gabon | 0 – 1 | Ciad |  |

### Fase a eliminazione diretta

#### Tabellone
|  | Semifinali         | Semifinali         | Semifinali     |                |      | Finale             | Finale             | Finale          |  |
|  |                    |                    |                |                |      |                    |                    |                 |  |
|  | Guinea Equatoriale | Guinea Equatoriale | 0              |                |      |                    |                    |                 |  |
|  | Guinea Equatoriale | Guinea Equatoriale | 0              |                |      |                    |                    |                 |  |
|  | Ciad               | Ciad               | 2              |                |      |                    |                    |                 |  |
|  | Ciad               | Ciad               | 2              |                | Ciad | Ciad               | 3                  |                 |  |
|  |                    |                    |                |                | Ciad | Ciad               | 3                  |                 |  |
|  |                    |                    | Rep. del Congo | Rep. del Congo | 2    |                    |                    |                 |  |
|  | Rep. del Congo     | Rep. del Congo     | Rep. del Congo | Rep. del Congo | 2    | 2                  |                    |                 |  |
|  | Rep. del Congo     | Rep. del Congo     |                |                |      | 2                  |                    |                 |  |
|  | Camerun            | Camerun            | 0              |                |      | Finale 3º posto    | Finale 3º posto    | Finale 3º posto |  |
|  | Camerun            | Camerun            | 0              |                |      |                    |                    |                 |  |
|  |                    |                    |                |                |      |                    |                    |                 |  |
|  |                    |                    |                |                |      | Guinea Equatoriale | Guinea Equatoriale | 0 (6)           |  |
|  |                    |                    |                |                |      | Guinea Equatoriale | Guinea Equatoriale | 0 (6)           |  |
|  |                    |                    |                |                |      | Camerun            | Camerun            | 0 (7)           |  |

#### Semifinali
| 9 dicembre 2014 | Guinea Equatoriale | 0 – 2 | Ciad |  |

| 9 dicembre 2014 | Rep. del Congo | 2 – 0 | Camerun |  |

#### Finale 3º posto
| 12 dicembre 2014                             | Guinea Equatoriale   | 0 – 0 | Camerun |  |
| \| \| \| \| \| \| Tiri di rigore 6 – 7 \| \| |                      |       |         |  |
|                                              |                      |       |         |  |
|                                              | Tiri di rigore 6 – 7 |       |         |  |

#### Finale
| 13 dicembre 2014 | Ciad | 3 – 2 | Rep. del Congo |  |